# Beat Näf
Beat Näf (* 24. April 1957 in Brugg) ist ein Schweizer Althistoriker.
Beat Näf studierte von 1977 bis 1982 Geschichte, Philosophie und Politische Wissenschaft an der Universität Zürich. 1984 bestand er seine Diplomprüfung in Geschichte und Philosophie für das höhere Lehramt. Ein Jahr später erfolgte die Promotion für Allgemeine Geschichte. Thema der Dissertation war Von Perikles zu Hitler? Die athenische Demokratie und die deutsche Althistorie bis 1945. Zwischen 1983 und 1989 arbeitete Näf als Lehrbeauftragter an mehreren Gymnasien in Zürich und im Aargau. Daneben wurde er 1984 für vier Jahre Assistent bei Franz Georg Maier und 1990 Mitglied des Istituto Svizzero di Roma. Ebenfalls 1990 wurde er Oberassistent am Historischen Seminar der Universität Zürich. Die Habilitation erfolgte 1992 zum Thema Senatorisches Standesbewusstsein in spätrömischer Zeit. 1994 wurde Näf Assistenzprofessor, 1997 Extraordinarius und 2004 Ordinarius für Alte Geschichte an der Universität Zürich. Seit dem Herbstsemester 2022 ist er emeritiert; sein Nachfolger wurde Felix K. Maier.
Näf forscht besonders zur Spätantike sowie zur Fachgeschichte der Altertumswissenschaften und zur Rezeption der Antike. Im Projekt Kulturwege war er an der Entwicklung multimedialer Produkte beteiligt, die Anwendern geschichtliche Informationen zeit- und ortsgerecht zur Verfügung stellen können. Zudem war er neben Franz Georg Maier, dem Leiter und Herausgeber der Reihe Ausgrabungen in Alt-Paphos auf Cypern, und Marie-Louise von Wartburg sowie weiteren Forschern am Forschungsprojekt zu Alt-Paphos des Deutschen Archäologischen Instituts und der Universität Zürich beteiligt. Seine Forschungen zur Spätantike widmen sich unter anderem Sakralbauten, Sakraltopographien und dem Kult des Heiligen Mauritius. Näf war Fachgebietsherausgeber beim Neuen Pauly. 2013 erhielt er den Ausonius-Preis des Zentrums für Altertumswissenschaften der Universität Trier.
Beat Näf war mit der CVP-Politikerin Ruth Humbel verheiratet und hat mit ihr zwei Kinder.

## Schriften
- Von Perikles zu Hitler? Die athenische Demokratie und die deutsche Althistorie bis 1945 (= Europäische Hochschulschriften. Reihe 3: Geschichte und ihre Hilfswissenschaften. Band 308). Lang, Bern u. a. 1986, ISBN 3-261-03595-1.
- Senatorisches Standesbewusstsein in spätrömischer Zeit (= Paradosis. Band 40). Universitätsverlag, Freiburg (CH) 1995, ISBN 3-7278-0993-0.
- Geschichte der Antike. Ein multimedialer Grundkurs. Metzler, Stuttgart 2004, ISBN 3-476-02007-X.
- Traum und Traumdeutung im Altertum. Wissenschaftliche Buchgesellschaft, Darmstadt 2004, ISBN 3-534-17998-6.
- Antike Geschichtsschreibung. Form – Leistung – Wirkung. Kohlhammer, Stuttgart 2010, ISBN 978-3-17-021357-9.
- Städte und ihre Märtyrer. Der Kult der Thebäischen Legion (= Paradosis. Band 51). Academic Press, Fribourg 2011, ISBN 978-3-7278-1694-9.
- Testimonia Alt-Paphos (= Ausgrabungen in Alt-Paphos auf Cypern. Band 8). Philipp von Zabern, Darmstadt/Mainz 2013, ISBN 978-3-8053-4579-8.
- mit Silke-Petra Bergjan: Märtyrerverehrung im frühen Christentum. Zeugnisse und kulturelle Wirkungsweisen. Kohlhammer, Stuttgart 2014, ISBN 978-3-17-024142-8.
- mit Nikolas Hächler und Peter-Andrew Schwarz: Mauern gegen Migration? Spätrömische Strategie, der Hochrhein-Limes und die Fortifikationen der Provinz Maxima Sequanorum. Eine Auswertung der Quellenzeugnisse. Schnell & Steiner, Regensburg 2020, ISBN 978-3-7954-3511-0 (online).
- mit Charles Kraemer: Eremit im frühen Mittelalter. Amatus von Grenoble, Saint Maurice d’Agaune, Luxeuil und Remiremont (ca. 570 – ca. 629). Schnell & Steiner, Regensburg 2022, ISBN 978-3-7954-3709-1.